# Ришки проход
Ришкият проход (по името на село Риш при северния му край), неправилно изписван като Рижки проход, старо наименование Чалъкавашки проход, е планински проход (седловина) в централната част на Върбишка планина (от Източна Стара планина), в Община Смядово, област Шумен и Община Сунгурларе, област Бургас.
Дължината на прохода е 11,3 km, надморската височина на седловината е 414 m. Поради малката си надморска височина и малката дължина Ришкият проход е най-късият и удобен път през Източна Стара планина, който е използван още от Древността.
Проходът свързва Ришката котловина, респективно долината на Брестова река (десен приток на Голяма Камчия) на север с долината на река Луда Камчия на юг. Започва на 2 km източно от село Риш на 207 m н.в., насочва се на юг, след 5,2 km се изкачва на седловината, на 414 m н.в. и навлиза в Бургаска област. След това започва спускане по южния склон на Стара планина, по долината на Железна река и след 6,1 km, на 189 m н.в. достига моста над река Луда Камчия, където проходът свършва.
През прохода преминава участък от 11,3 km (от km 39,5 до km 50,8) от второкласния Републикански път II-73 Шумен – Смядово – Карнобат. През 2013 г. пътят е рехабилитиран, разширен и модернизиран и се поддържа целогодишно за преминаване на МПС.

## Галерия
- Защитена местност Орлиците: чешмата при река Немой дере
- Чешмата на тополичани
- Карта на Ришкия проход

## Други
На Ришкия проход е наречена улица в кварталите „Красна поляна 2“ и „Факултета“ в София (Карта).